# Zuria Vega
 (janvier 2014).
Si vous disposez d'ouvrages ou d'articles de référence ou si vous connaissez des sites web de qualité traitant du thème abordé ici, merci de compléter l'article en donnant les références utiles à sa vérifiabilité et en les liant à la section « Notes et références ».
Zuria Valeria Vega Sisto est une actrice mexicaine née le 10 janvier 1989 à Mexico. Fille de l'acteur Gonzalo Vega (es) et de l'Espagnole Leonora Sisto, elle est la deuxième de trois enfants, ayant une sœur aînée qui est aussi une actrice, Marimar Vega, et un frère plus jeune appelé Gonzalo Vega, qui travaille pour la chaîne de télévision Televisa.

## Carrière
Sa carrière a commencé comme un enfant supplémentaire dans la pièce Madame la Présidente avec et dirigé par son père.
À 17 ans, elle a été sélectionnée pour participer à la série Sex et autres secrets dans le rôle de Roberta, fille de Luz Maria Zetina, ce qui est son premier emploi à la télévision.
En janvier 2008, Roberto Gomez Giselle Fernandez et Giselle González lui ont donné le rôle de Renata Higareda dans la telenovela Alma de Hierro aux côtés de Blanca Guerra et d'Alejandro Camacho, entre autres.
En 2009, la productrice Nathalie Lartilleux l'a invitée à jouer  dans Amour océan, telenovela sentimentale dans laquelle elle joue Estrella Marina aux côtés de Mario Cimarro.
En 2010, elle a participé à la troisième saison de Femmes assassinées, et en 2012 elle a joué dans Un refugio para el amor aux côtés de Gabriel Soto et participe à la série Cloroformo. Le 11 novembre 2013, débute le nouveau feuilleton télévisé Qué pobres tan ricos où elle partage un rôle principal avec Jaime Camil.
Zuria Vega joue le personnage de Juana Manuela, l'un des rôles principaux de la série mexicaine Au Nom de la vengeance, diffusée sur la plateforme Netflix, dès le 6 octobre 2021.

## Vie personnelle
Zuria Vega commence une relation avec l'acteur Alberto Guerra en août 2013. Le 22 mars 2014, ils se fiancent et annoncent qu'ils vont se marier prochainement. Le 22 novembre 2014, ils se marient à San Francisco (en) (État mexicain de Nayarit). Le 12 janvier 2017, Zuria met au monde une petite fille prénommée Lua.

## Filmographie

### Telenovelas
- 2008-2009 : Alma de hierro (en) : Renata Higareda
- 2009-2010 : Amour océan : Estrelita Briceño.
- 2012 : Un refugio para el amor : Luciana Linares
- 2013-2014 : Qué pobres tan ricos : Lupita Menchaca
- 2015 : Que te perdone Dios : Abigaíl Rios
- 2017-2018 : Mi marido tiene familia : Julieta Aguilar Cooper

### Séries télévisées
- 2007-2008 : SOS : Sexe et autres secrets : Roberta.
- 2010 : Femmes tueuses : Chapitre "Lily, libéré" : Lily Chavez.
- 2011 : Équipe : Magda Saenz.
- 2012 : Cloroformo : Valerie.
- 2021 : Au nom de la vengeance : Juana Manuela
- 2023 : Las pelotaris 1926 : Chelo
- 2023 : Les veuves du jeudi : Mariana Andrade
- 2024 : Who Killed Him? : Brenda Bezares
- 2025 : Péchés inavouables : Helena Rivas

### Cinéma
- 2010 : Sin ella : Gaby
- 2013 : No sé si cortarme las venas o dejármelas largas : Julia
- 2014 : Mas negro que la noche : Greta

### Théâtre
- 2010 : No sé si cortarme las venas o dejármelas largas
- 2011 : Sin cura : Bruna
- 2013 : Cama para dos

## Récompenses

### PrixTVyNovelas
| Année | Catégorie                                               | Telenovela              | Résultat |
| ----- | ------------------------------------------------------- | ----------------------- | -------- |
| 2013  | Meilleure actrice principale                            | Un refugio para el amor | nommée   |
| 2013  | Favoris du public : Couple préféré (avec Gabriel Soto ) | Un refugio para el amor | gagnante |
| 2009  | Meilleur espoir féminin                                 | Alma de Hierro          | gagnante |

### PrixPeople en Español
| Année | Catégorie                       | Telenovela              | Résultat |
| ----- | ------------------------------- | ----------------------- | -------- |
| 2012  | Meilleure révélation de l'année | Un refugio para el amor | gagnante |
| 2009  | Meilleure révélation de l'année | Alma de Hierro          | nommée   |

### PrixBravo
| Année | Catégorie         | Telenovela     | Résultat |
| ----- | ----------------- | -------------- | -------- |
| 2009  | Meilleure actrice | Alma de Hierro | gagnante |

### Prix de laAgrupación de Periodistas Teatrales(APT)
| Année | Catégorie                  | Pièce de théâtre | Résultat |
| ----- | -------------------------- | ---------------- | -------- |
| 2011  | Révélation dans la comédie | Sin cura         | gagnante |